# Попов, Семён Алексеевич
Семён Алексеевич Попов (1925, Нижний Гумбет —1943, у с. Козероги) — советский военнослужащий. Участник Великой Отечественной войны. Герой Советского Союза (1943, посмертно). Красноармеец.

## Биография
Семён Алексеевич Попов родился 12 декабря 1925 года в селе Нижний Гумбет Каширинского уезда Оренбургской губернии РСФСР СССР (ныне село Октябрьского района Оренбургской области Российской Федерации) в крестьянской семье. Русский. В 1941 году окончил 8 классов Нижнегумбетской средней школы. Мечтал по окончании 10 классов поступить в педагогический институт, но планам помешала война. Когда летом 1941 года на фронт ушёл отец, Семён вынужден был завершить учёбу и устроиться на работу в местный совхоз. Работал учётчиком полеводческой бригады и прицепщиком тракторной бригады, был помощником бригадира. В мае 1942 года после тяжёлого ранения отец вернулся с фронта, и по его настоянию Семён вернулся за школьную парту. Но закончить девятый класс он не успел. В январе 1943 года Октябрьским районным военкоматом Чкаловской области С. А. Попов был призван в ряды Рабоче-крестьянской Красной Армии. Прошёл боевую подготовку в военном лагере недалеко от посёлка Колтубановский.
В боях с немецко-фашистскими захватчиками красноармеец С. А. Попов с августа 1943 года на Центральном фронте в должности стрелка 236-го стрелкового полка 106-й стрелковой дивизии 65-й армии. Участвовал в Орловской операции Курской битвы. В ходе Черниговско-Припятской операции одним из первых в полку форсировал реку Десну южнее Новгород-Северского в районе деревни Остроушки. Подвиг молодого бойца не остался незамеченным командованием полка. Перед форсированием Днепра коммунисты 65-й армии выдвинул лозунг: «Тот герой Днепра, кто первый установит красный флаг на траншее врага». В каждый передовой штурмовой батальон было выдано по два красных флага: один — для установки на правом берегу Днепра, другой — на высотах, которые батальонам предстояло захватить. Флаги вручались наиболее достойным воинам, в число которых попал и красноармеец С. А. Попов.
Задача перед штурмовыми батальонами стояла непростая. Ширина реки в месте переправы достигала 400 метров, а скорость течения 1-2 м/с. В этих условиях на форсирование реки требовалось 20-25 минут. Противник на правом берегу Днепра имел сильную глубоко эшелонированную линию обороны, известную как Восточный вал. Населенные пункты были подготовлены для круговой обороны, а каменные постройки в них превращены в ДОТы. Ранним утром 15 октября 1943 года ещё во время артиллерийской подготовки штурмовой батальон 236-го полка 106-й стрелковой дивизии, в составе которого был С. А. Попов, под сильным артиллерийско-миномётным и ружейно-пулемётным огнём начали форсирование реки южнее посёлка Лоев в районе деревни Каменки Репкинского района Черниговской области Украинской ССР. Попов одним из первых достиг правого берега реки и установил на нём красный флаг. Это стало сигналом для начала переправы основным силам полка.
Развивая успех своих передовых батальонов, 106-я стрелковая дивизия уже к 18 часам расширила плацдарм южнее Каменки до 3 км по фронту и 2 км в глубину. Продвигаясь вперед, воины дивизии, отразив две контратаки противника, к исходу дня вели бой южнее Лоева. 16 октября 1943 года были освобождены Лоев и Крупейки, 17 октября — деревня Козероги. К исходу 17 октября подразделения 65-й армии выполнили поставленную перед ними задачу: плацдармы были объединены в один армейский, который составлял 18 километров по фронту и до 13 километров в глубину. Однако дальнейшее наступление с этого плацдарма приостановилось из-за высокой концентрации немецко-фашистских войск, выводимых из междуречья Сожа и Днепра. Соединения 27-го и 18-го корпусов 18 октября вели на захваченном плацдарме бои лишь на отдельных участках передовыми и разведывательными группами. В этот день группа бойцов 236-го полка, в составе которой был красноармеец С. А. Попов, заняв позицию на правом берегу Днепра севернее деревни Козероги, прикрывала переправу советских войск через Днепр в районе села Абакумы. Заметив, что из прибрежной траншеи немецкие снайперы ведут стрельбу по переправляющимся подразделениям, Семён Попов скрытно подобрался к немецким позициям и забросал их гранатами, уничтожив снайперов и станковый пулемёт противника. Увлекая за собой остальных бойцов, он первым ворвался в немецкую траншею, но был сражён вражеской пулей.
За успешное форсирование реки Днепр, прочное закрепление плацдарма на западном берегу реки Днепр и проявленные при этом отвагу и геройство указом Президиума Верховного Совета СССР от 30 октября 1943 года красноармейцу Попову Семёну Алексеевичу было присвоено звание Героя Советского Союза посмертно. Похоронен С. А. Попов в братской могиле советских воинов в сквере деревни Козероги Лоевского района Гомельской области Республики Беларусь.

## Награды и звания
- Герой Советского Союза (1943, посмертно)
- Медаль «Золотая Звезда» (30.10.1943, посмертно)
- Орден Ленина (30.10.1943, посмертно)

## Память
- Имя Героя Советского Союза С. А. Попова носит МБОУ «Нижнегумбетовская средняя общеобразовательная школа имени Героя Советского Союза С.А. Попова».
- Бюст Героя Советского Союза С. А. Попова установлен в фойе МБОУ «Нижнегумбетовская средняя общеобразовательная школа имени Героя Советского Союза С.А. Попова».
- Имя Героя носит одна из улиц в деревне Пустая Гряда Лоевского района Гомельской области Беларуси.

## Документы
- Общедоступный электронный банк документов «Подвиг Народа в Великой Отечественной войне 1941—1945 гг.» Дата обращения: 8 декабря 2012. Архивировано из оригинала 13 марта 2012 года.

Представление к званию Героя Советского Союза и указ ПВС СССР о присвоении звания. Дата обращения: 8 декабря 2012. Архивировано 17 января 2013 года.
- Обобщенный банк данных «Мемориал». Дата обращения: 8 декабря 2012. Архивировано из оригинала 10 мая 2012 года.

ЦАМО, ф. 58, оп. 18001, д. 1151. Дата обращения: 8 декабря 2012. Архивировано 17 января 2013 года.